# Дейвид Лий
Дейвид Лий (на английски: David Lee) е американски физик, носител на Нобелова награда за физика за 1996 г.

## Биография
Роден е на 20 януари 1931 г. в Рай, Ню Йорк. Завършва Харвард през 1952 г., а докторска дисертация защитава в Йейл през 1955. След 1955 г. преподава в Университета Корнел.
Получава Нобеловата награда за 1996 г. за откриването на свръхфлуидното състояние на хелий-3.